# 10658 Gretadevries
10658 Gretadevries è un asteroide della fascia principale. Scoperto nel 1971, presenta un'orbita caratterizzata da un semiasse maggiore pari a 2,7865114 UA e da un'eccentricità di 0,0791088, inclinata di 4,70074° rispetto all'eclittica.